# 2064.
◄ | 20. stoljeće | 21. stoljeće | 22. stoljeće | ►
◄ | 2030-ih | 2040-ih | 2050-ih | 2060-ih | 2070-ih | 2080-ih | 2090-ih | ►
◄◄ | ◄ | 2061. | 2062. | 2063. | 2064. | 2065. | 2066. | 2067. | ► | ►►
Astronomija

## Događaji
- 17. veljače – Prstenasta pomrčina Sunca koju će se moći vidjeti u DR Kongu, Tanzaniji, na Indijskom oceanu, u Indiji, Tibetu i Kini.
- 25. travnja – Merkurov prijelaz preko Sunčeva diska koji će se moći vidjeti s Marsa.
- 17. lipnja – Venerin prijelaz preko Sunčeva diska vidljiv s Marsa.
- 12. kolovoza – Potpuna pomrčina Sunca koju će se moći vidjeti na Tihom oceanu, u Čileu i Argentini.